# Grégoire III Laham
Grégoire III Laham (en arabe : غريغوريوس الثالث لحام), de son nom de naissance Loutfi Laham (en arabe : لطفي لحام), né à Daraya, connu comme lieu de la conversion de saint Paul, près de Damas, en Syrie, le 13 décembre 1933. Il a été de 2000 à 2017, le patriarche de l'Église catholique melkite, avec le titre de patriarche d'Antioche et de tout l'Orient, d'Alexandrie et de Jérusalem des melkites.

## Biographie
Son père meurt lorsqu'il a 4 ans. Il est alors élevé par sa mère et son grand-père jusqu’à l'âge de 10 ans puis passe deux ou trois ans dans un orphelinat, ce qui le poussera à fonder en 1966 la Maison de la Divine Providence, qui accueille un orphelinat d’une centaine d’enfants, une école technique pour 500 étudiants et un centre pour la jeunesse.
Le jeune Loutfi (qui signifie « gentil ») fut accepté, en 1943, au séminaire des Pères Salvatoriens, au Monastère du Saint Sauveur près de Saida (au Liban-sud) où il termina ses études philosophiques et théologiques. Il prononça ses vœux temporaires le 15 août 1949 et les vœux solennels le 20 janvier 1952. Ses supérieurs décidèrent de l’envoyer en 1956 à Rome pour pousser ses études théologiques. En 1961, il reçut le titre de Docteur en Sciences ecclésiastiques Orientales de l’Institut pontifical oriental, dirigé par les Jésuites. Là, il fut ordonné prêtre en 1959 au monastère de Grottaferrata près de Rome.
Rentré au Liban après avoir terminé son doctorat en 1961, il est nommé supérieur du Grand Séminaire de son Ordre à Jeita (près de Beyrouth), charge qu’il maintient jusqu’à la fin de 1969. Il enseigna, pendant ce temps, Théologie et Liturgie à l’université Saint-Esprit de Kaslik.
Poussé pour le travail de l’Unité de l’Église, il fonda en 1962 la Revue « Unité dans la foi. » Ce fut la première revue arabe qui traitait des questions œcuméniques. Ainsi, le synode des évêques de l’Église grecque-catholique melkite le nomma Secrétaire de la Commission œcuménique et liturgique. Il put, par après, préparer en 1972 à Beyrouth le premier congrès liturgique entre les deux Églises sœurs du Patriarcat d’Antioche, et continua avec zèle et persévérance à travailler pour le dialogue entre les deux Églises. Ainsi il devint membre de l'ATIME. Il a été par la suite invité à donner des conférences et à participer à différents congrès dans les quatre coins de la planète.
Ces charges n’ont pas pu arrêter le dynamique prêtre à servir plusieurs paroisses en Syrie et au Liban, où il s’est dévoué à l’enseignement et à la prédication. Ainsi il entama le travail sur le plan social en fondant le « Foyer de la jeune fille » avec plusieurs sections dans divers villages du diocèse de Saida au Liban-Sud. Puis en collaboration avec les Pères Georges Kwaiter (en), Salim Ghazal (en) et l’aide de certains amis allemands, il érigea le « Foyer de la providence » en 1966 à Salhieh, dans les hauteurs à l’Est de Sidon. Ce dernier projet social, formé d’une maison qui peut contenir 100 jeunes garçons, fut destiné à l’enseignement technique. Ce foyer comprenait aussi un centre pour les jeunes qui voulaient se consacrer aux activités sociales, paroissiales et religieuses. Ainsi, en 1971 l’idée d’un centre pour les « Études Religieuses pour adultes » prit naissance.
En 1974, après l’arrêt de l'archevêque Hilarion Capucci par les Autorités israéliennes, le patriarche Maximos V Hakim le nomma Administrateur Patriarcal, puis Vicaire patriarcal de Jérusalem. Pendant les années 1974-75, il termina les projets en cours à Jérusalem, dont la restauration de la résidence patriarcale et l’équipement du foyer pour pèlerins y attenant; de même que la décoration de l’église-cathédrale de Jérusalem.
Il se dévoua pour autant à créer en 1976 un centre d'Études Religieuses Orientales, avec une bibliothèque en plusieurs langues, devenu aujourd'hui une branche adjointe de l’Université de Bethléem. En 1977, il se consacra aussi au service social et institua la « Caisse financière commune » dans le but d’aider les étudiants besogneux de Jérusalem à poursuivre leurs études universitaires.
Le synode des évêques, dans sa réunion du 9 septembre 1981, l’a élu à la dignité épiscopale. Il fut sacré à Damas le 27 novembre de la même année par le patriarche Maximos V, assisté de Saba Youakim (en) et François Abou Mokh (en). Depuis lors, il initia un projet d’habitation formé de 36 appartements pour recevoir plusieurs familles besogneuses de Jérusalem, avec une église, une grande salle et un centre sanitaire. Ce projet terminé en 1983, fut suivi de plusieurs constructions d‘habitations, d’écoles, de centres sanitaires, et de restauration d’églises paroissiales. En 1986, le Synode le nomma à la tête de la Commission liturgique patriarcale et synodale. Il y travailla et continue à le faire avec zèle. En effet, avec l’aide de la Commission Liturgique, il termina le livre de la « Divine Liturgie », ajoutant à l’ancienne édition différentes introductions et variantes. Il travaille aussi à compléter le livre des « Prières Liturgiques » en quatre volumes, qui rendent l'Église melkite fière de sa tradition byzantine.
En plus de tout cela, il publie un nombre important d'ouvrages théologiques, dont Introduction aux rites liturgiques et à leurs symboles dans l’Église orientale, et d'autres livres d'histoire et de liturgie comme : Voix du Pasteur, Germanos Adam, Histoire de l’Église melkite, L’Église melkite au concile Vatican II, etc.
En juin 2000, il invita tous les évêques catholiques de tradition byzantine au monde à un congrès dans la résidence patriarcale de Jérusalem. Ils ont pu étudier ensemble les problèmes communs à leurs églises. C’était la première fois qu’une telle réunion prenait place parmi les églises byzantines variées. Quand le patriarche Maximos Hakim donna sa démission comme Patriarche de l’Église grecque-catholique melkite pour raison de santé, le synode des évêques, réuni à Raboueh, le 22 novembre 2000, accepta la démission du patriarche. Ainsi, de nouveau réuni le 29 suivant, le Synode élut l’archevêque Loutfi comme Patriarche d’Antioche et de tout l’Orient, d’Alexandrie et de Jérusalem. Il prit alors le nom de Grégoire III, qui signifie le « Veilleur ».
En 2010, il participe au synode des évêques pour le Moyen-Orient où il a évoqué des questions cruciales qui concerne l'avenir des Chrétiens d'Orient. Après la guerre civile syrienne, il ne cesse d'exprimer son inquiétude de l’exode des chrétiens, dont il considère l’influence décisive pour l’avenir de la région,.
Sa défense du régime de Bachar el-Assad, dont il est proche, lui vaut des critiques, y compris au sein de l’Église,.
Fin 2014, il fonde l'organisme représentant en France l'Ordre patriarcal de la Sainte-Croix de Jérusalem, institution melkite catholique qui aide moralement et financièrement les Chrétiens de Terre-Sainte.
En 2017, il observe une grève de la faim symbolique en solidarité avec 1 500 prisonniers politiques palestiniens en grève de la faim dans les prisons israéliennes.
Le patriarche remet en février 2017 sa lettre de renonciation à la charge patriarcale, que le pape accepte le 6 mai 2017, et nomme Jean-Clément Jeanbart comme administrateur apostolique pour assurer l'intérim.

## Décorations
- Grand maître et grand-croix dans l'Ordre patriarcal de la Sainte-Croix de Jérusalem ;
- Protecteur spirituel et grand-croix dans l'Ordre militaire et hospitalier de Saint-Lazare ;

- Protecteur et grand-croix dans l'Ordo Militiae Christi Templi Hierosolymitani ;
- Chevalier grand-croix dans l'Ordre équestre du Saint-Sépulcre de Jérusalem ;
- Grand-cordon dans l'Ordre des Omeyyades (Syrie).

## Œuvres
- Introduction to the Liturgical Services and their Symbols in the Eastern Church
- The Voice of the Shepherd - Eastern Liturgical Spirituality
- Life of Archbishop Germanos Adam
- Translations of History of the Melkite Church
- The Melkite Greek Catholic Church at the Second Vatican Council
- Initiation into the spiritual journey of the Chrysostom liturgy
- The Chrysostom liturgy: an introduction and explanation
- Prières liturgiques (en arabe)
- Introduction à la vie spirituelle du rite byzantin (en arabe)
- Avec Charlotte d'Ornellas, Ne nous laissez pas disparaître : un cri au service de la paix[17]

## Galerie

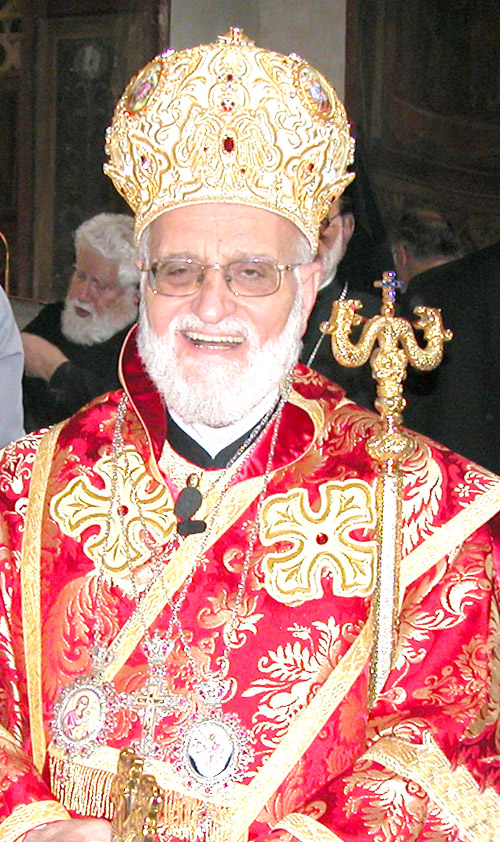
Grégoire III durant la messe de Pentecôte, Rome, 2008.
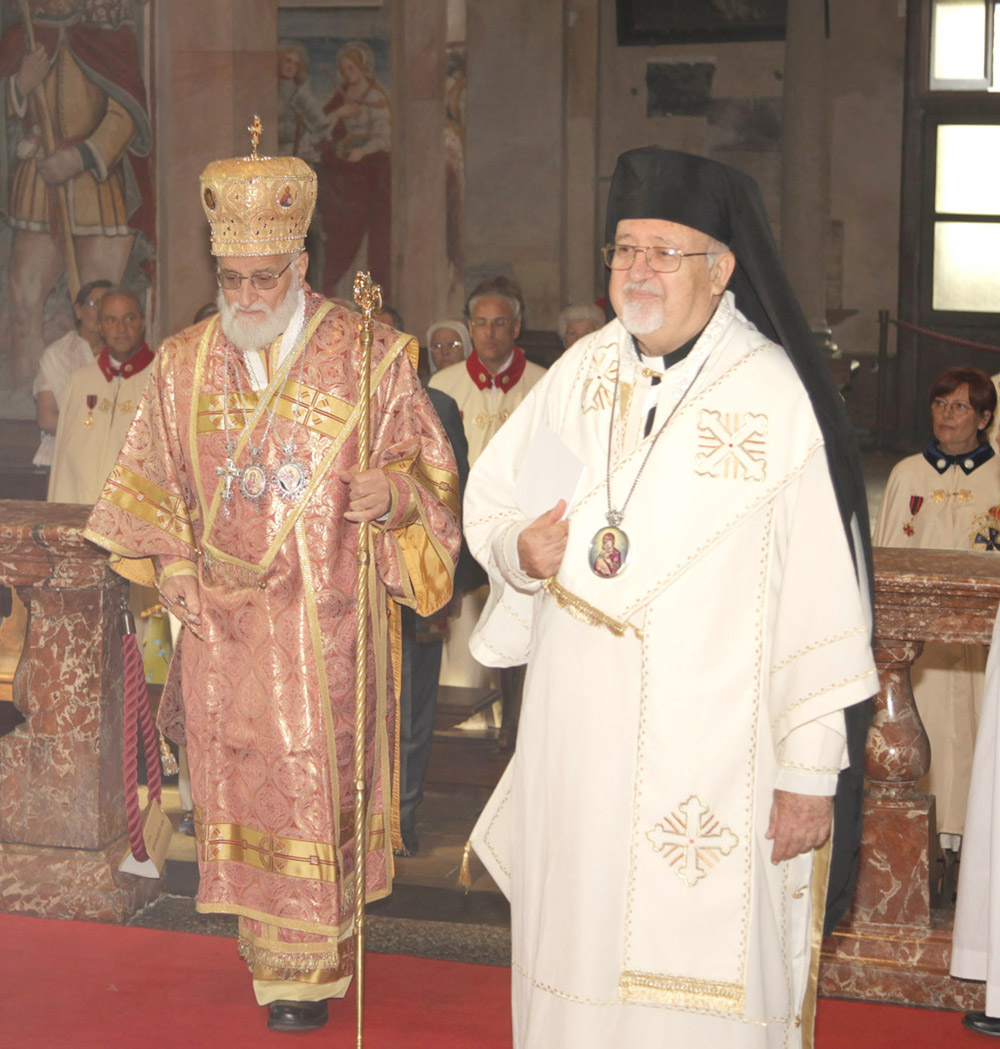
Grégoire III et l'archevêque melkite Joseph Jules Zerey (it).
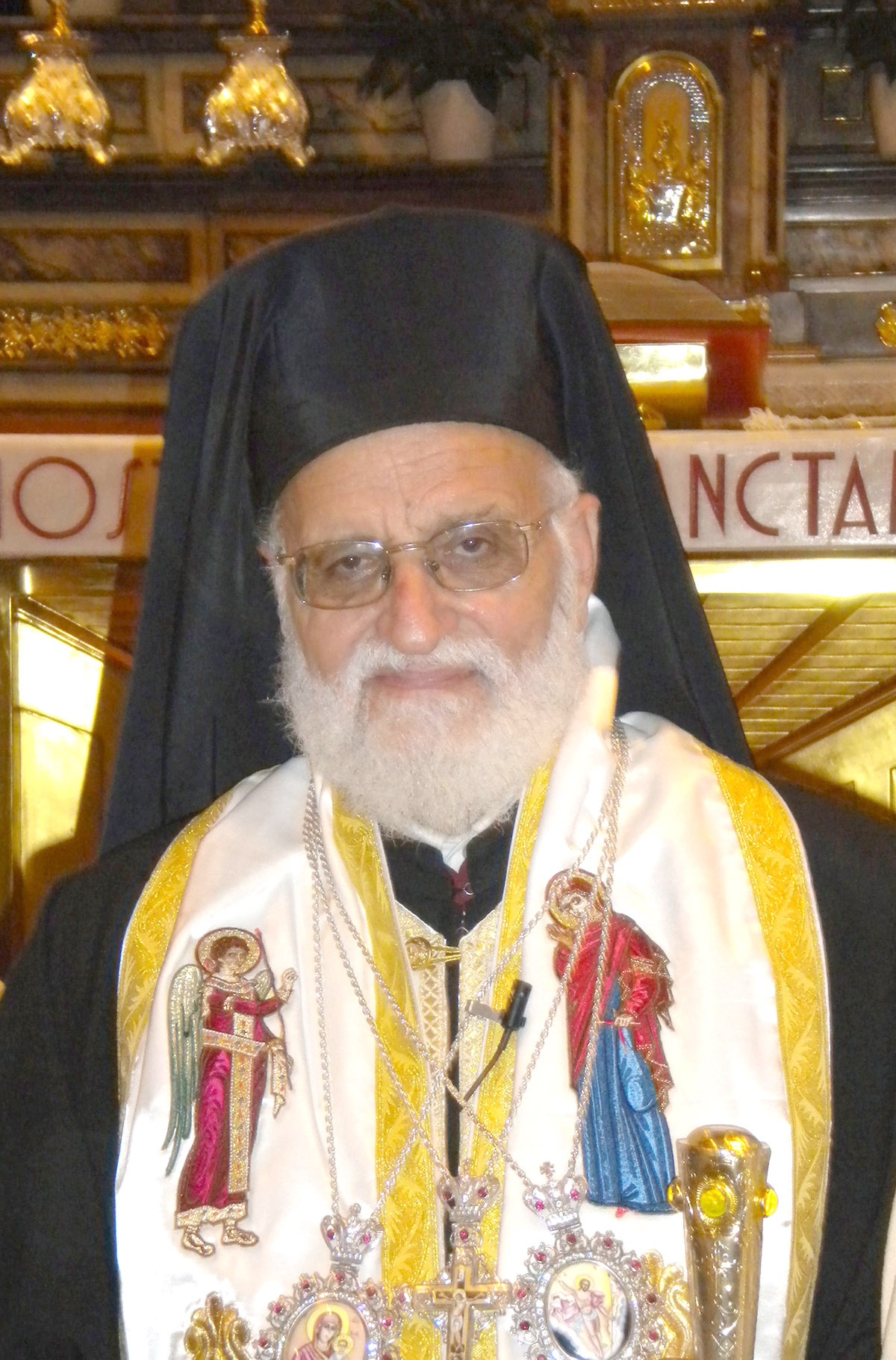
Grégoire III.